# 餓狼伝 Breakblow Fist or Twist
『餓狼伝 Breakblow Fist or Twist』（がろうでん ブレイクブロウ フィストオアツイスト）は、2007年3月15日に発売したPlayStation 2用ゲームソフト。夢枕獏の小説および、板垣恵介作画の漫画『餓狼伝』を題材としている。
『餓狼伝 Breakblow』の続編であり、漫画に登場しなかった原作キャラクター梅川丈次や、力王山・工藤健介などの新キャラクターが追加されている。

## キャスト
- グレート巽 / 泉宗一郎 / 片岡輝夫 - 稲田徹
- 長田弘 / クライベイビー・サクラ - 江川央生
- 松尾象山 - 大塚周夫
- 姫川勉 - 岡本寛志
- 風間浩二 / 富田賢吾 - 金光祥浩
- 力王山 - 郷里大輔
- チャック＝ルイス / 柔道家 - 笹嶋和人
- 船村弓彦 / 柔術家 - 高橋剛
- 梅川丈次 / 椎名一重 - 竹本英史
- 丹波文七 - 中井和哉
- 久保涼二 / 藤巻十三 / ブンカート - 中尾良平
- 梶原年男 / チンピラ - 根本幸多
- 堤城平 / 久我重明 / ヤクザ - 平井啓二
- 工藤建介 / 君川京一 / 仁科行男 - 福原耕平
- 畑中恒三 / 拳法家 - 藤本たかひろ
- 神山徹 / 範馬勇次郎 - 堀秀行
- 立脇如水 / 南米のゴロツキ - 松本考平
- 鞍馬彦一 / 安原健次 / 井野康生 - 吉水孝宏